# Dumisani Maraire
Pour les articles homonymes, voir Maraire.
Dumisani Maraire, né le 27 décembre 1944 à Chakowa, (province de Manicaland en Rhodésie, actuellement Zimbabwe) et mort le 25 novembre 1999 au Zimbabwe, est un compositeur africain.

## Biographie
Dumisani Maraire se spécialise et enseigne le m'bira, instrument traditionnel du Zimbabwe, appelé aussi Nyunga Nyunga (en).
Il écrit de nombreuses pièces dont Mai Nozipo, extrait de son album Pieces of Africa (1992), joué par le Kronos Quartet.

## Liens familiaux
Son fils Tendai est musicien, et est membre du groupe Shabazz Palaces. Sa fille Chiwoniso est musicienne, chanteuse et compositrice au succès international.